# Anne Hyde Choate
Anne Hyde Clarke Choate (27 octobre 1886 - 17 mai 1967) est une des premières et éminentes dirigeantes des Éclaireuses des États-Unis et de l' Association mondiale des Guides et des Éclaireuses (AMGE).

## Biographie
Anne Hyde Clarke est née le 27 octobre 1866 à New York, sa marraine était Juliette Gordon Low, la fondatrice des Girl Scouts of the USA aux États-Unis. À l'invitation de Low, elle s'est rendue en Angleterre, au cours de laquelle elle a rencontré son futur mari Arthur Choate, neveu de Joseph Choate, l'ambassadeur américain en Grande-Bretagne. Ils se sont mariés en 1907 et ont vécu à Pleasantville, New York . Ils ont eu cinq enfants. Il est décédé en 1962.
En 1915, à la demande de Juliette Low, elle commence à travailler avec la nouvelle troupe de Pleasantville. En 1916, elle devient vice-présidente nationale des éclaireuses, en 1920, elle devient la deuxième présidente, succédant à Juliette Low. Après avoir terminé son mandat en 1922, elle s'est tournée vers le scoutisme international, bien qu'elle soit restée vice-présidente jusqu'en 1937 et membre d'office du conseil jusqu'à sa mort. Elle a présidé le Comité d'amitié mondiale de Juliette Low de 1927 lorsqu'il a été fondé après la mort de Juliette Low jusqu'en 1955 et a été étroitement impliquée dans Our Chalet, notamment en devenant présidente. Elle a assisté à sa dernière conférence internationale à Tokyo en 1966 et est décédée l'année suivante à l'âge de 80 ans chez elle à New York. Très active même dans sa vieillesse, elle faisait de l'équitation presque quotidiennement jusqu'à se casser la clavicule dans un accident d'équitation environ quatre mois avant sa mort,.
Elle était également intéressée par la préservation historique qu'elle a combinée avec le Scoutisme lorsqu'elle a réussi à préserver le lieu de naissance de Juliette Low à Savannah, en Géorgie .

## Citations
"Le scoutisme est plus qu'un simple jeu, il renforce la santé, le sens de la responsabilité sociale, la démocratie, le caractère, grâce aux enseignements de générosité, d'initiative, de fiabilité, de loyauté, de maîtrise de soi, de gaieté, d'obéissance, d'utilité et d'économie."